# Río Panches
El río Panches es uno de los ríos del departamento de Cundinamarca, en el centro de Colombia. Es el principal eje fluvial de la subcuenca río Panches. No es navegable. Desemboca en el río Sumapaz, que a su vez desemboca en el Magdalena.
Tiene una longitud aproximada de 53.5 km. Nace sobre los 3610 metros y desemboca en el río Sumapaz sobre los 445 metros en los municipios de Tibacuy y Fusagasugá.

## Perfil
El río Panches tiene una longitud aproximada de 53,5 km. Nace sobre los 3610 m s. n. m. y desemboca en el río Sumapaz sobre los 445 m s. n. m. en los municipios de Tibacuy y Fusagasugá. Está conformado por los ríos Barro Blanco y Subia. El río Barro Blanco nace en el municipio de Pasca con el nombre de quebrada Honda. El río Panches posee altas pendientes a lo largo de su recorrido, en especial entre los 2800 y 2100 metros, en el tramo en que el río Barro Blanco se forma de la unión de las quebradas Honda, El Chuscal y La Laguna.

### Caudal
El río Panches presenta un caudal medio de 10.53 m³/seg, hay dos períodos de aguas altas, intercalados por dos de aguas bajas. El primer período húmedo de marzo a mayo y el segundo de octubre a noviembre. En octubre y noviembre alcanza caudales máximos, con valores superiores a los 16,8 m³/s. Las épocas de verano se presentan durante los meses de enero a febrero y de junio a mediados de septiembre, los valores mínimos de caudales se presentan durante el mes de agosto, en el segundo período seco, con valores de 4,49 m³/s.

### Río Barro Blanco
El río Barro Blanco nace en el municipio de Pasca con el nombre de quebrada Honda. Este drena en dirección este-oeste, recibiendo aportes de mediana longitud sobre las dos vertientes. Recibe aportes principalmente de las quebradas La Laguna, Honda y El Chuscal.

### Río Subia
El río Subia drena en dirección noreste-suroeste, hasta su unión con el río Barro Blanco a la altura de Silvania. Recibe los aportes de las quebradas Chiquinquirá, Victoria y Honda. El caudal promedio anual registrado en la estación Silvania es de 3.14 m³/seg, con máximos promedio para el mes de noviembre de 4.94 m³/seg y mínimos de 1.39 m³/seg registrados en agosto.

## Subcuenca río Panches
La subcuenca río Panches abarca los municipios de Fusagasugá, Silvania, Pasca, Granada y Tibacuy. Limita al norte con la subcuenca del río Bogotá, al sur con la subcuenca río Cuja, al oriente con Sibaté y al occidente con Nilo y Viotá. Posee una severa desprotección en las márgenes de los ríos y sus afluentes lo que ha originado su deterioro gradual.